# Логарська Долина
Логарська Долина (словен. Logarska Dolina) — поселення в общині Солчава, Савинський регіон, Словенія. Висота над рівнем моря: 759,6 м.